# NSW Tennis Centre
NSW Tennis Centre (tidigare Sydney Olympic Park Tennis Centre), är en tennissarena i Sydney, Australien. Den var huvudarena för tennisturneringarna under olympiska sommarspelen 2000.
Centercourten heter Ken Rosewall Arena efter den australiensiske tennisspelaren Ken Rosewall och tar 10 000 åskådare. Därutöver finns det två mindre arenor som tar 4 000 respektive 2 000 åskådare och det finns ytterligare sju matchplaner utan läktare och sex träningsplaner.